# Yanggong, Anhui
Yanggong (kinesiska: 杨公) är en köping  i östra Kina. Den ligger i stadsdistriktet Xiejiaji i staden Huainan i provinsen Anhui, omkring 78 kilometer norr om provinshuvudstaden Hefei. Antalet invånare är 25508. Befolkningen består av 12 421 kvinnor och 13 087 män. Barn under 15 år utgör 19,0 %, vuxna 15-64 år 69 %, och äldre över 65 år 11,0 %.